# Relaciones Colombia-Cuba
Las Relaciones Colombia-Cuba tienen una gran trayectoria histórica, debido a que los dos países comparten relaciones políticas, económicas, sociales y culturales desde la época del colonialismo en Latinoamérica. Teniendo un gran intercambio de conocimiento y personas a estos territorios, por lo anterior, fue que los dos países y otros se unieron en la lucha de la independencia contra los españoles.
Aunque está hermandad se vio afectada en la guerra fría cuando Castro tomó el poder de Cuba y convirtió la política cubana en socialista, esto hizo que Colombia cortará todos los lazos que tenían con Cuba desde la época de las colonias. No fue hasta finales del siglo XX y comienzos del siglo XXI que estos dos países volvieron a dialogar en la búsqueda de retomar sus relaciones tanto diplomáticas, económicas, comerciales, culturales, etc. Beneficiándose de esta forma los países y fortaleciendo de nuevo la relación que han compartido por décadas.

## Historia

### Colonialismo e independencia
La unión de estos dos países se remonta a la época colonial de España, considerando que todos los barcos que los comerciantes navegaban desde la isla de Cuba durante la época colonial llegaban al puerto de Cartagena con diversos productos que se exportaban a Europa, como el azúcar, galletas y miel, equinos, tabaco, cuero y grasa. De ellos se sabe que la interdependencia de Colombia y Cuba es muy fuerte, ya que dependen principalmente de productos importados de cualquiera de sus divisiones, en el caso de Colombia desde el principio del siglo XVII dependía mayoritariamente de cobre obtenido de la isla para crear diversos artefactos necesarios para Cartagena y el resto del país.
Como resultado de los estrechos lazos económicos entre las dos colonias, se establecieron entre ellas otras relaciones como la social, la política y la cultural. Una gran referencia a este punto proviene del primer período de la Nueva Granada en 1771, cuando el cubano Manuel del Socorro Rodríguez jugó un papel importante en la fundación de este primer período y quien realizó una gran labor del conocimiento al frente de la Biblioteca Pública de Santa Fe de Bogotá. Del mismo modo, un residente de la Nueva Granada, Joaquín Pablo Posada, el gran precursor del socialismo en América Latina, se trasladó a Cuba en 1859, donde realizó un gran trabajo en el despliegue de la prensa habanera en el territorio de la isla. De lo anterior, debido a la estrecha relación que tenían las dos colonias y el intercambio de diferentes aspectos conduce al fortalecimiento de la alianza para las guerras de independencia.
Tomando la importancia que fueron las guerras de independencia de las colonias contra España, cabe recalcar que en ellas participaron diferentes personas y figuras históricas de los países de Latinoamérica, por lo anterior, en el caso de Colombia participaron en las batallas de la independencia cubanos que fueron un gran apoyo para el triunfo del país y a su vez colombianos también participaron en las guerras de independencia de Cuba como un fuerte soporte para conseguir la independencia. Grandes figuras cubanas que combatieron esta guerra fueron Pedro Romero Parra (diputado de la primera asamblea de Cartagena), José Rafael de las Heras (murió en 1822 en combate siendo coronel y portando la Cruz “Vencedor de Boyacá”) y Francisco Javier Yanes (desempeño el cargo de Secretario de Gobernación y Relaciones Exteriores). En el casos de Colombia, este tuvo una importante relevante en la ayuda de la independencia de Cuba, dado que fue el que mayor aporte realizó y su participación empezó a principios del siglo XIX cuando José Fernández Madrid, quien fue presidente de las Provincias Unidas de la Nueva Granada, quien se radicó en Cuba después de la reconquista española en 1816 estuvo involucrado en la conspiración de Soles y Rayos de Bolívar, de igual forma, el Libertador realizó diferentes estrategias para promover la libertad de las Antillas españolas conjunto con Venezuela y México, pero todas los planes fracasaron por la oposición que tenía Estados Unidos.
A pesar de sus mejores esfuerzos, no hubo grandes cambios en esta parte de América Latina, sin embargo, estos países no dejaron su deseo de independizar a todas las colonias españolas, por lo que Colombia y Venezuela jugaron un papel importante en la lucha de independencia de Cuba. Por su parte, Colombia “desde 1864 apoya al ciudadano antillano Javier Cisneros, que en representación de su país intentó reunir en el Cauca a unos 300 colombianos, decididos a sumarse a la lucha por la independencia en la isla caribeña. Así, en enero de 1870, desembarcó en Cuba la expedición Hornet, integrada por sesenta colombianos y seis cubanos” (R. González, p. 43). La independencia de Cuba se logró hasta 1898, cuando Estados Unidos asumió el control de este territorio que pertenecía a los españoles y a su vez tomaron también el dominio de Puerto Rico, debido a que eran puntos estratégicos para este país.

### Guerra Fría - Revolución Cubana
Ya durante la Revolución cubana, en Colombia se celebró la huida de Fulgencio Batista, viéndose en términos del fin de la reciente dictadura en Colombia, sin implicación directa, salvo cuando poco después de su éxito los revolucionarios invadieron la embajada colombiana en busca de elementos antirrevolucionarios, pero la relación con el nuevo gobierno cambio cuando este empezó a mostrar elementos prosoviéticos y de hostilidad hacia Estados Unidos, y Colombia empezó a citar diversas reuniones anticubanas, y tras una de estas celebrada en 1961 en Uruguay, se condenó al régimen y se le expulso de la OEA; tras lo cual Fidel Castro pronunció un fuerte discurso contra Colombia, rompiendo tres días después el gobierno de Alberto Lleras Camargo relaciones con la isla.
Durante el descongelo global durante la relación con Cuba, el presidente López Michelsen restauró la relación con la isla en marzo de 1975, causando reacciones violentas de los conservadores, mencionando ellos la posible relación de Cuba con las guerrillas colombianas, tales relaciones pueden ser, "La causa de la guerra”, que fue expresada a través de una publicación alternativa, Las relaciones con Cuba recibieron el apoyo de todos los círculos liberales, para la solución de este conflicto se consideró  «enchufar a los exportadores colombianos con las saludables economías socialistas», este remedio era parte del plan del gobierno, combinando a los exportadores colombianos con economías socialistas saludables y como una estrategia política y económica, esto tenía el objetivo de contrarrestar la oposición a la imagen de Fidel Castro en el área estratégica del Caribe, así como la adhesión fascista, que lo acompaña con un "liberalismo reformista y seudonacionalista". El siguiente gobierno liberal de Julio César Turbay Ayala rompió relaciones diplomáticas luego de que Cuba fuera acusada de ayudar a militantes del grupo M-19 que intentaban introducir armas al país por los ríos Baudó y Mira.
La Cancillería cubana negó que se hayan transferido las armas pero reconoció que las puertas del país estaban abiertas a todos los revolucionarios del mundo, a raíz de lo acontecido las relaciones Cuba- Colombia empeoraron cuando el país impidió que Cuba ingresará al Consejo de Seguridad de Naciones Unidas. La reanudación de las relaciones diplomáticas con Cuba en octubre de 1993 estuvo precedida por un acuerdo de facilitación del comercio de diciembre de 1988 presidido por el presidente de la época Virgilio Barco. 
Posteriormente, durante la Cumbre Iberoamericana en México en julio de 1991, los dos países reafirmaron su amistad durante la cual acordaron restablecer relaciones consulares. A fines de ese año, en una reunión del “Grupo de los Tres presidentes'' en Cozumel, México, se reunieron los presidentes de Colombia, México y Venezuela con el objetivo de reintegrar a Cuba a la Organización de Estados Americanos. Con la normalización de las relaciones diplomáticas con Cuba, el gobierno de Gaviria “anunció que la reconciliación se basa en que no existe un "nexo" entre el gobierno cubano y la guerrilla colombiana, y que ese gobierno no apoya la lucha armada en Colombia”.
Cuba fue gran apoyo de las guerrillas que surgieron en territorio colombiano; involucrándose en la fundación del grupo guerrillero ELN, formado por individuos que habían estado en Cuba, y la entrega de armas. Otro grupo al que Cuba ayudó fue al del M 19, con constantes comunicaciones entre Fidel Castro y líderes de la guerrilla, al que se le intento entregar armas en la costa del Chocó, hecho que fracaso. Las relaciones se reestablecieron cuando Colombia se unió al Movimiento de Países No Alineados. En el transcurso de los acuerdos de paz con las FARC, el gobierno cubano presto todo su apoyo y las negociaciones tuvieron lugar en La Habana, siendo este el país que acogería las negociaciones, uno de las naciones veedoras y proveyendo salud, seguridad y transporte, lo que beneficio a las primeras discusiones informales.

## Historia de relaciones diplomáticas entre Colombia y Cuba
La relación diplomática entre el gobierno colombiano y el régimen cubano está marcada por una paradoja: el distanciamiento y la reconciliación entre La Habana y Bogotá siempre se dieron bajo gobiernos liberales. Colombia rompió relaciones diplomáticas con Cuba por última vez el 23 de marzo de 1981 debido al comportamiento hostil del gobierno cubano hacia este país, descrito por el entonces presidente Julio César Turbay Ayala. En una alocución televisada, el mandatario señaló que la determinación obedecía a la comprobada complicidad de La Habana con la guerrilla colombiana.
Las relaciones diplomáticas bilaterales entre Colombia y Cuba se establecieron en 1902, luego de su independencia definitiva. Las relaciones diplomáticas entre Colombia y Cuba se basan en el respeto mutuo y el respeto al derecho internacional.

## Acuerdos Comerciales
- Acuerdo de complementación económica No. 49 (10 de julio de 2001): Este acuerdo y los protocolos entraron en vigencia con los artículos 3275 y 3800 de septiembre de 2008 y 4225 de noviembre de 2008. En Cuba fue mediante la resolución n.º 8 de septiembre de 2008.

- Tercer Protocolo Adicional al ACE No.49 (13 de noviembre de 2017): Entra en vigencia en Colombia con el decreto 1150 del 6 de julio de 2018.

## Relaciones económicas
Colombia y Cuba desarrollan una relación comercial, con las exportaciones de Cuba a Colombia teniendo un valor total de alrededor de 8 millones de dólares estadounidenses, siendo principalmente compuesto de productos agroindustriales, y las de Colombia a Cuba con un valor aproximado de 37 millones de dólares, siendo compuesto principalmente por productos de la industria petroquímica. También hay un flujo pequeño de visitantes, yendo 9585 residentes en la isla a Colombia, y 27.146 colombianos a Cuba, todo en el año 2018.

## Representación diplomática
- Colombia cuenta con una embajada en La Habana.[8]

- Cuba cuenta con una embajada en Bogotá.[8]

## Mecanismo de relacionamiento
El diálogo bilateral se desarrolla a partir del Mecanismo de Consultas Políticas Colombia – Cuba. Este se ha reunido en 11 ocasiones, la última el 8 de noviembre de 2016.

## Agenda de política exterior Colombia - Cuba
- En materia comercial, Colombia y Cuba cuentan con el Acuerdo de Complementación Económica No.49, que está en vigor desde julio de 2001. El Acuerdo abarca unos 1.500 productos con preferencias arancelarias a favor de Colombia y casi 1.000 a favor de Cuba. Este Acuerdo se ha profundizado en tres ocasiones.

- Colombia y Cuba cuentan con la Comisión Mixta de Cooperación Técnica y Científica, la cual se ha reunido en nueve ocasiones. La novena reunión se efectuó el 21 de abril de 2017 y en ésta se adoptó el Programa de Cooperación 2017 – 2019, que consta de 5 proyectos en ejecución: ganadería y cambio climático, obesidad, dolor y trauma, pueblos originarios y conocimiento tradicional, deportes con skate y escalada.

## Acuerdo de paz entre el Gobierno Colombiano y las FARC-EP

### Cuba, un importante aliado de paz en Colombia
Desde 1998, Cuba se ha involucrado como garante e incluso como sede de negociaciones con la guerrilla colombiana FARC-EP para poner fin al conflicto. En el año 2011, durante el mandato del expresidente Juan Manuel Santos, se llevaron a cabo una serie de negociaciones secretas entre las FARC y el gobierno nacional. Estos contactos dieron lugar a reuniones presenciales en Cuba para iniciar un diálogo de investigación. Estas discusiones finalmente dieron como resultado un documento básico que establece el marco para iniciar negociaciones formales de paz. Como parte de este proceso, el gobierno y las FARC designaron como garantes a Cuba y Noruega, Cuba fue sede de las primeras reuniones y Noruega como país con tradición en la resolución de conflictos.
Este proceso condujo al acuerdo final alcanzado en La Habana en 2016, que finalmente resultó en el suministro de armas de las FARC. Durante las negociaciones con las FARC, el gobierno de Santos abrió la puerta a un acuerdo con el ELN. El 30 de marzo de 2016, luego de más de 24 meses de realizar la fase exploratoria, el gobierno de Colombia y miembros del ELN anunciaron el inicio oficial del proceso de paz en Caracas para poner fin al conflicto armado entre los dos países. Ecuador, Venezuela, Brasil, Chile, Noruega y Cuba son los países garantes. Los ciclos de negociación iniciados en 2017 se realizaron inicialmente en Quito (Ecuador), pero el 5 de mayo de 2018 las partes acordaron continuar las negociaciones en otro país garante: Cuba, seleccionando su capital, La Habana para instalar una nueva mesa de negociación.

## Relaciones entre las fuerzas armadas de los países
- Movimiento 26 de Julio (M-26-7),es una organización política y militar cubana fundada en 1953 por un grupo de revolucionarios encabezados por Fidel Castro. Tiene una ideología nacionalista, antiimperialista y democrática basada en las ideas de José Martí.
- Ejército Popular de Liberación (EPL), la primera organización guerrillera colombiana de orientación maoísta, desarrolló una fuerte actividad diplomática en varios países de la región en los años 1986-1990, creando una similitud entre ambos países de cooperación política con entidades estatales y no estatales, agencias estatales, especialmente de Cuba y Nicaragua, que demostraron la influencia directa de los procesos revolucionarios en Centroamérica en el levantamiento costarricense. Además, este artículo pretende contribuir a la construcción de la historia de las relaciones internacionales de los actores no estatales colombianos.
- Ejército de Liberación Nacional (ELN), es una organización guerrillera rebelde colombiana terrorista y de extrema izquierda que opera en Colombia y Venezuela. Se identifica como de orientación revolucionaria marxista-leninista y procubana. Desde su fundación en 1964, ha estado involucrado en el conflicto armado interno en Colombia.